# 海東奈月
海東 奈月（かいとう なつき、1981年(昭和56年)12月22日 - ）は、日本のチアリーダー。茨城県取手市出身。血液型A型。

## 来歴
常総学院高校時代には甲子園にも出場。アルプス席で球児たちに声援を送った。桜美林大学進学後も同大学のチアリーダー部に所属、試合では補欠だったこともある。その間全日本優勝など様々な賞を受賞。
大学卒業後は鹿島建設に就職、2004年から2009年までの5年間、Xリーグ「鹿島DEERS」チアリーダーKDCにて、2005年から副キャプテン、2007年からはキャプテンを務めた。またXリーグオールスターチーム「VENUS」メンバーとしての活動もあった。
2010年単身渡米。NBAのボストン・セルティックス、ニューヨーク・ニックス、ロサンゼルス・クリッパーズ、ダラス・マーベリックスのオーディションに参加、約300人が参加したマーベリックスのオーディションで合格した20名の1人となった。2010-2011シーズンには日本人で初めてNBAファイナルの舞台で踊り、ワールドチャンピオンチームのダンサーとなる。敵地マイアミで行われた第6戦、優勝の瞬間はホームのアメリカン・エアラインズ・センターで行われたウオッチパーティーに参加していた。翌シーズンもマーベリックスのダンサーを務めた。
2012年8月、サンアントニオ・スパーズのオーディションにいったんは合格したが、サインが結べなかった。
2013年1月4日、自身のブログで前年10月に結婚したことを発表。同年4月に日本で披露宴を挙げた。
2014年4月、NFL「ヒューストン・テキサンズ」チアリーダーのオーディションに合格し、同チームのチアリーダーとして活動した。
2017年2月20日、第一子となる男児を出産。

## 出演番組
- 「世界の日本人妻は見た!」（2015年9月15日放送。TBS系）

## エピソード
- 2011年7月、FNS27時間テレビ『さんま・中居の今夜も眠れない』（フジテレビ系列）で明石家さんまが選ぶ「ラブメイト10 2011」の第2位に選ばれた[15]。
- 毎年1月3日に開催されるライスボウルでは、2009年の第63回大会に鹿島DEERSのチアリーダーとして参加しチームの優勝（12年ぶり2度目）に立ち会った他[16]、2013年の第67回大会ではチアショータイムのコリオグラファー（振付師）を務めた[17]。

## 参考資料
- 「インタビュー「 好き」の壁を超えて」（PDF）『ニュースレターかけはし』第8号、米国大学院学生会、2012年2月、2012年10月31日閲覧。